# Paluchy
Paluchy – wieś w Polsce położona w województwie podkarpackim, w powiecie przeworskim, w gminie Sieniawa. Leży na prawym brzegu Lubieni w odległości 9 km od Sieniawy.
W latach 1975–1998 miejscowość administracyjnie należała do województwa przemyskiego.

## Części wsi
| SIMC    | Nazwa      | Rodzaj    |
| ------- | ---------- | --------- |
| 0611293 | Koszary    | część wsi |
| 0611301 | Kotowskie  | część wsi |
| 0611318 | Parcelacja | część wsi |

W 1921 roku w Paluchach było 32 domy, i do 1955 roku były przysiółkiem Piskorowic. W latach 1939–1941 rzeka Lubienia była granicą niemiecko-radziecką, a Niemcy wybudowali baraki dla swoich żołnierzy. Obecnie jest to przysiółek Paluchów - Koszary.